# (6876) Beppeforti
(6876) Beppeforti est un astéroïde de la ceinture principale.

## Description
(6876) Beppeforti est un astéroïde de la ceinture principale. Il fut découvert le 5 septembre 1994 à Cima Ekar par Andrea Boattini et Maura Tombelli. Il présente une orbite caractérisée par un demi-grand axe de 2,29 UA, une excentricité de 0,14 et une inclinaison de 6,2° par rapport à l'écliptique.

## Compléments